# Thüringische Glasinstrumentenfabrik Alt, Eberhardt & Jäger

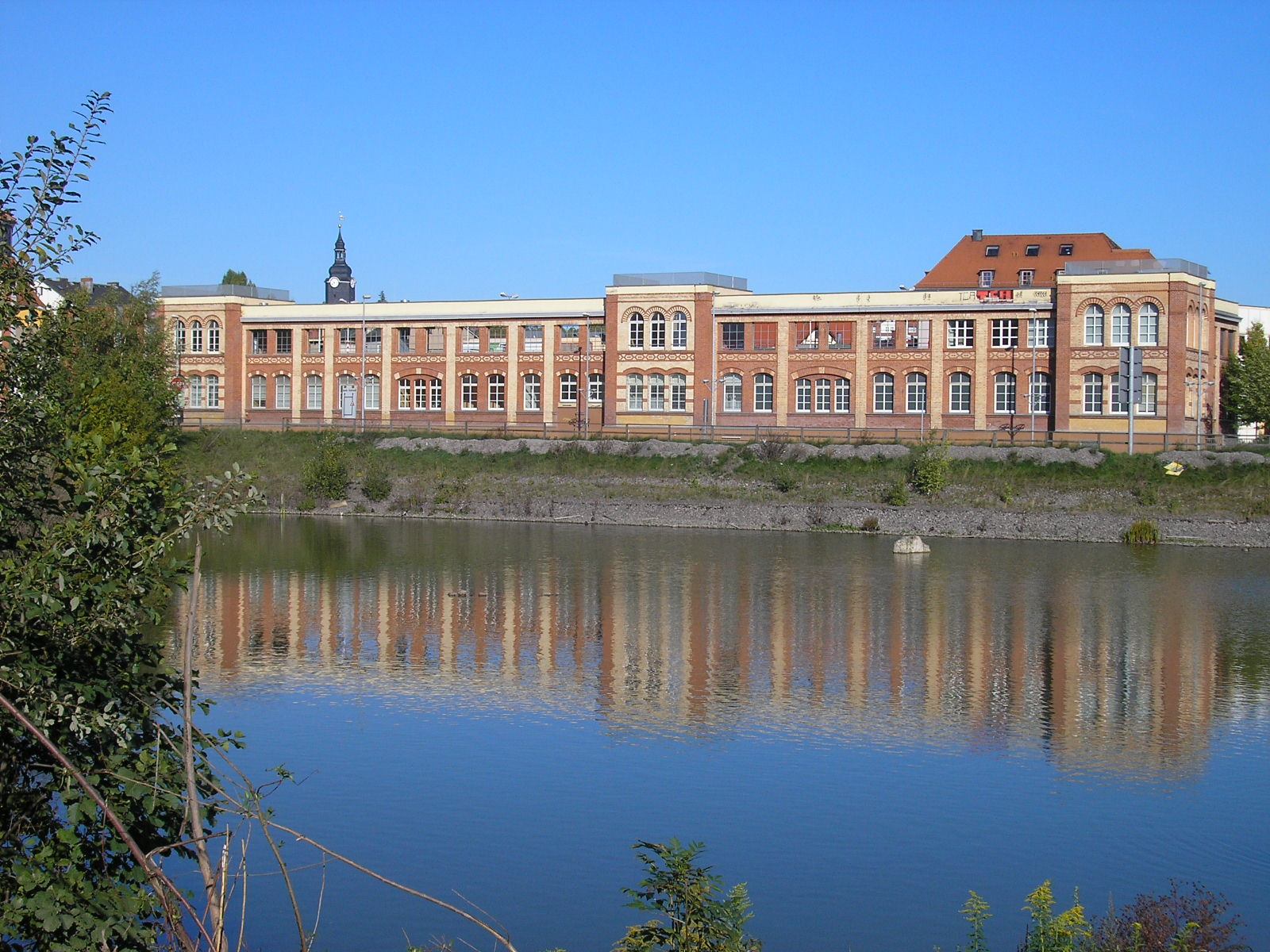
Heutiger Erhaltungszustand des Fabrikgebäudes

Die Thüringische Glasinstrumentenfabrik Alt, Eberhardt & Jäger war ein deutscher Hersteller von Glasinstrumenten mit Sitz in Ilmenau (Thüringen), der von 1872 bis 1976 bestand.

## Geschichte

### Vor dem Ersten Weltkrieg

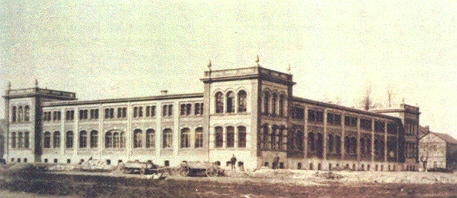
Fabrikgebäude um 1900

Die Fabrik wurde am 7. Februar 1872 von August Eberhardt, Franz Jäger und Bernhard Fliedner in Ilmenau gegründet. Zunächst besaß sie nur eine kleine Manufaktur in der Altstadt (Burggasse). 1874 schloss sich die kleine Firma mit Alt, Rieth und Krämer, einer anderen kleinen Firma aus Ilmenau (Manufaktur in der Poststraße), zusammen. Fortan agierte das Unternehmen unter dem Namen Thüringische Glasinstrumentenfabrik Alt, Eberhardt & Jäger. Diese Firma verfügte über drei kleine Produktionsstätten (eine in der Burggasse und zwei in der Poststraße), die aber alle in der Altstadt lagen und für eine groß angelegte Produktion ungeeignet waren. So errichtete die Firma 1886 ein Zweigwerk in Geraberg, aus dem später das Thermometerwerk Geraberg mit 2000 Mitarbeitern hervorging. Heute hat sich dieser Unternehmenszweig zur eigenständigen, börsennotierten Firma Geratherm entwickelt.
1892 wurde eine erste Großfabrik in Ilmenau errichtet. Sie befand sich logistisch gut gelegen am Bahnhof Ilmenau in der Bismarckstraße. Nachdem alle Betriebsteile (mit Ausnahme des Geraberger Werkes) dort konzentriert waren, erlebte die Firma einen raschen Aufschwung, der vor allem durch die neu aufgekommene Chemische Industrie in Mitteldeutschland und am Rhein hervorgerufen wurde. Dort bestand ein großer Bedarf an Glasapparaturen und Glasinstrumenten, die von der Thüringischen Glasinstrumentenfabrik kostengünstig und in großem Umfang produziert werden konnten. Im Jahr 1900 umfasste das Sortiment der Fabrik etwa 30.000 verschiedene Glasinstrumente (vor allem Thermometer, pharmazeutisches Glas, chemisches Glas und medizinisches Glas). Das Unternehmen hatte damals etwa 400 Mitarbeiter.
1887 war der Firmengründer August Eberhardt verstorben, wodurch August Alt die Leitung des Unternehmens übernahm. Als dieser sich 1907 zurückzog, wurde die Firma in eine Aktiengesellschaft umgewandelt.

### Zwischen Erstem und Zweitem Weltkrieg

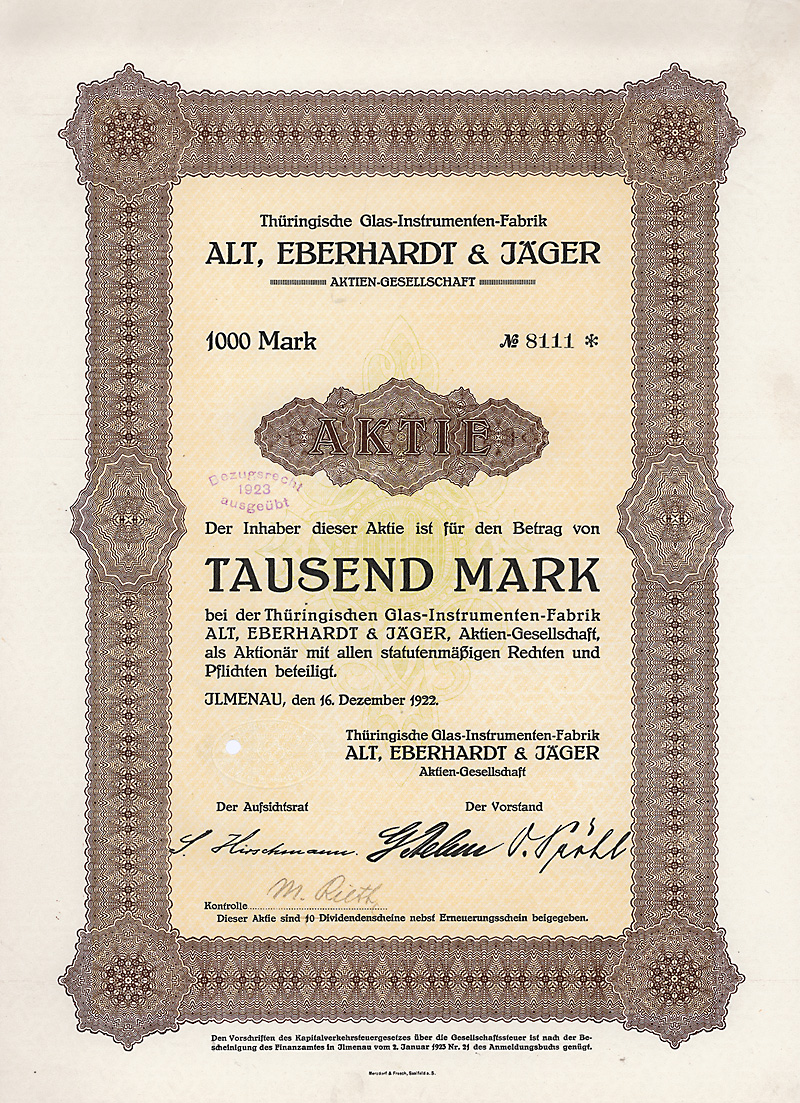
Aktie über 1000 Mark der Thüringischen Glas-Instrumenten-Fabrik Alt, Eberhardt & Jäger AG vom 16. Dezember 1922

Die gute Auftragslage erforderte vor dem Ersten Weltkrieg eine Erweiterung der Produktionskapazitäten. Deshalb wurde 1912 ein weiterer Flügel an die Fabrik in der Karl-Liebknecht-Straße angebaut. 1917 arbeiteten nur noch etwa 120 Menschen im Unternehmen, da viele der Mitarbeiter an die Front eingezogen wurden, jedoch waren die Auftragsbücher nach wie vor gut gefüllt, sodass der Fabrik durch den Personalmangel kein größerer Schaden entstand.
Ein Problem war die Beschaffung von ausreichend Rohglas zur Weiterverarbeitung. Dieses musste bei den Glashütten in Ilmenau und Stützerbach eingekauft werden, was der Firmenleitung jedoch zu teuer wurde, deswegen beschloss man die Gründung einer eigenen Glashütte, die sich allein mit der Rohglaserzeugung für die Glasinstrumentenfabrik beschäftigen sollte. 1923 konnte diese Hütte eingeweiht werden. Sie befand sich gegenüber dem Stammwerk in der Karl-Liebknecht-Straße und beschäftigte etwa 150 Mitarbeiter.
Die Weltwirtschaftskrise von 1929 brachte auch die Glasinstrumentenfabrik in Schieflage. Sie musste viele Mitarbeiter entlassen, so dass von den etwa 300 Mitarbeitern vor 1929 im Jahr 1932 nur noch 170 übrig waren. Die wirtschaftliche Lage der Fabrik verbesserte sich erst um 1935 wieder langsam, sodass die Belegschaft bis 1936 wieder auf 250 Mann anwuchs. Im Zweiten Weltkrieg wurden wieder viele Mitarbeiter zur Wehrmacht eingezogen, sodass große personelle Lücken entstanden, welche die Firma durch den Einsatz von etwa 80 osteuropäischen Zwangsarbeitern zu schließen versuchte. Nach Kriegsende ruhte die Produktion zwischen April und September 1945.

### Nach dem Zweiten Weltkrieg

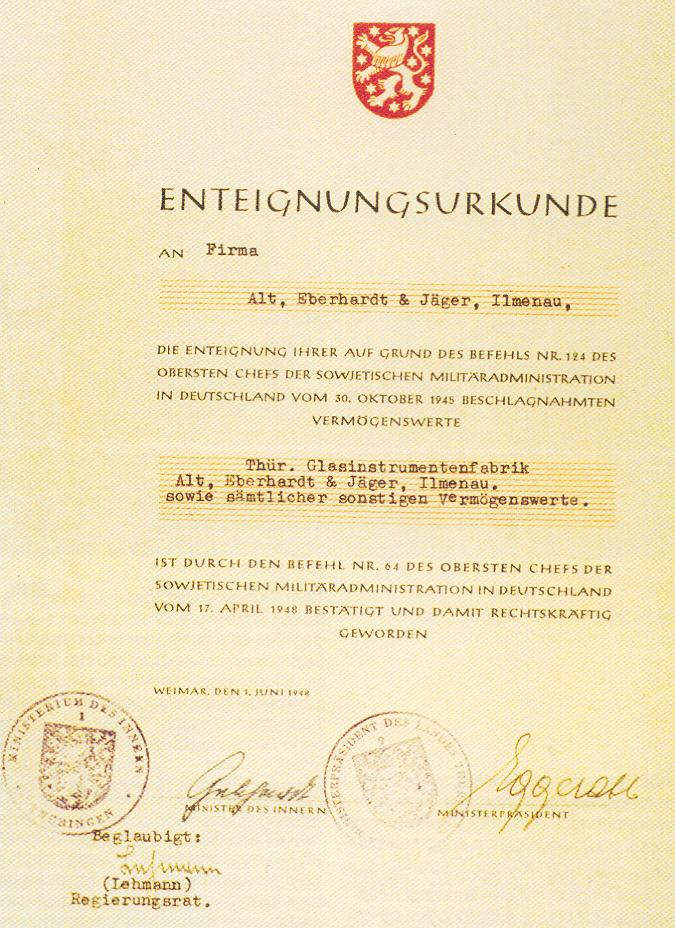
Enteignungsurkunde

Als die Produktion im September 1945 wieder aufgenommen wurde, wurde sie zunächst auf die Herstellung von dringend benötigtem Gebrauchsglas (u. a. Fensterscheiben, Leuchtmitteln (z. B. Glühlampen) oder Nuckelflaschen) ausgerichtet. In der ersten Zeit nach dem Krieg gab es auch immer wieder Probleme mit der Rohstoffversorgung, vor allem die Energieversorgung mit Strom, Gas und Kohle war instabil.
Am 1. Juni 1948 wurde der Betrieb verstaatlicht und in einen VEB umgewandelt. Von nun an trug das Werk den Namen VEB Glaswerke Ilmenau. 1951 hatte es etwa 575 Mitarbeiter. Diese Zahl stieg bis 1961 auf über 1.000 an, da viele Kleinbetriebe dem Werk angeschlossen wurden.
1976 wurde das neue Großkombinat VEB Werk für Technisches Glas Ilmenau am Vogelherd in Ilmenau eingeweiht in dem auch der VEB Glaswerke Ilmenau als dessen Hauptbestandteil aufging. Deswegen wurde die alte, inzwischen marode gewordene, Glashütte gegenüber der Fabrik 1976 stillgelegt. Sie wurde 1989 komplett abgerissen. Im Hauptwerk auf der anderen Seite der Karl-Liebknecht-Straße wurde jedoch noch bis 1991 produziert, bevor auch dieses Werk stillgelegt wurde. Am 1. Januar 1997 wurde das Gelände mit der leerstehenden Fabrik an eine Investorengruppe verkauft, die dort ein Einkaufszentrum errichten wollte, obwohl der Komplex unter Denkmalschutz stand. Man einigte sich dann darauf, die Fassade der Fabrik beizubehalten und in das neue Einkaufszentrum zu integrieren, den Rest aber abzureißen. Dies wurde Ende der 1990er-Jahre realisiert und das neue „Mühltor-Center“ eröffnet.